# Gong Lake
Gong Lake är en sjö i Kanada.   Den ligger i distriktet Algoma och provinsen Ontario, i den sydöstra delen av landet, 600 km väster om huvudstaden Ottawa. Gong Lake ligger 449 meter över havet. Arean är 3,6 kvadratkilometer. Den sträcker sig 4,3 kilometer i nord-sydlig riktning, och 4,8 kilometer i öst-västlig riktning.
I omgivningarna runt Gong Lake växer i huvudsak blandskog. Trakten runt Gong Lake är nära nog obefolkad, med mindre än två invånare per kvadratkilometer.